# Stigmella dorsiguttella
Stigmella dorsiguttella é uma espécie de insetos lepidópteros, mais especificamente de traças, pertencente à família Nepticulidae.
A autoridade científica da espécie é Johansson, tendo sido descrita no ano de 1971.
Trata-se de uma espécie presente no território português.